# Jacques Delmas de Grammont

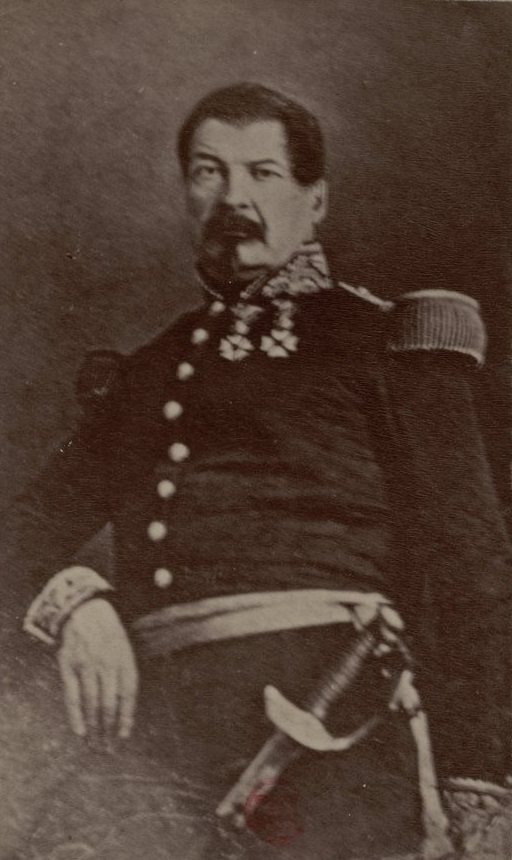
Generaal Grammont

Jacques Philippe Delmas de Grammont (La Sauvetat-du-Dropt, 22 juli 1796 - Miramont-de-Guyenne, 13 juni 1862) was een Frans generaal en een parlementslid tijdens de Tweede Franse Republiek. Hij diende een eerste Franse wet voor dierenbescherming in.

## Carrière
Grammont trad in 1812 in dienst in het Franse leger onder Napoleon. Op achttienjarige leeftijd werd hij bevorderd tot officier in de cavalerie. Ook na de Restauratie bleef hij in dienst en klom hij op in de hiërarchie. Hij was vooral actief tijdens de Franse campagnes in Noord-Afrika. In 1848 werd hij bevorderd tot brigadegeneraal en in december van dat jaar werd hij benoemd tot militair commandant van het departement Seine, waar in dat revolutiejaar de noodtoestand nog van kracht was. In mei 1949 werd hij verkozen in de Assemblée nationale voor het departement Loire. Hij zetelde bij de rechtse fractie en steunde president Lodewijk Napoleon.

### Wet-Grammont

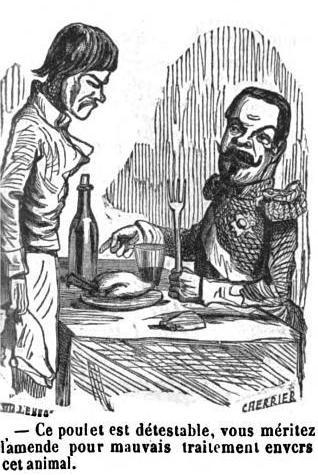
Spotprent uit La mode, 8 september 1850: "Deze kip is afschuwelijk, u verdient de boete voor mishandeling van dit dier."

Eind 1949 diende hij een wetsvoorstel dat dierenmishandeling strafbaar moest stellen. Grammont was zeer begaan met het lot van huisdieren en met name paarden. Als cavalerieofficier had hij gezien hoe paarden in het leger soms werden mishandeld, net zoals het geval was met trekpaarden. In Frankrijk was de beweging ter bescherming van dieren later ontstaan dan in Groot-Brittanië. In 1845 werd de Société Protectrice des Animaux (SPA) opgericht. Grammont was enige tijd voorzitter van deze vereniging.
Op 15 maart verdedigde Grammont zijn wetsvoorstel in de plenaire vergadering. Hij kon op veel steun rekenen van andere parlementsleden, onder anderen van Victor Hugo. Maar anderen ridiculiseerden zijn voorstel. Parlementsleden deden dierengeluiden na of stampvoetten tijdens de rede van Grammont. Parlementsleden Marie Louis François de Vaujuas-Langan en Achille Baraguey d'Huillier stelden als spottend dat de wet zou verbieden dat garnalen, palingen of slakken levend gekookt of gebakken zouden worden. Ook in de populaire pers werd de spot gedreven met het wetsvoorstel. Na een eerste lezing werd het wetsvoorstel aangenomen. Na een tweede en een derde lezing werd het wetsvoorstel op 2 juli 1850 definitief goedgekeurd. Intussen was het voorstel wel geamendeerd door Modeste de Fontaine, waardoor de wet enkel van toepassing werd op dierenmishandeling in het openbaar. Voor de Fontaine had het recht op privacy voorrang op de dierenbescherming. Hierdoor was de toepassing van de wet veel beperkter dan Grammont voor ogen had. De wet bleef van kracht tot 1959, toen hij werd vervangen door het decreet-Michelet, dat ook dierenmishandeling in de privésfeer strafbaar stelde.

### Later leven
Na de staatsgreep van 1851 werd de Assemblée nationale ontbonden. In 1853 werd Grammont bevorderd tot divisiegeneraal en in 1857 werd hij benoemd tot grootofficier in het Legioen van Eer. Niet lang voor zijn dood in 1862 verliet Grammont de actieve legerdienst.